# Teodor Lascaris
Theodoros I Lascaris (greacă Θεόδωρος Α' Λάσκαρις, Theodōros I Laskaris), (n. 1174, Constantinopol, Imperiul Roman de Răsărit – d. 1221, İznik, Imperiul de la Niceea) a fost împărat al Imperiului de la Niceea (1204–1221 sau 1205–1222) (al Imperiului Bizantin în exil).
În martie 1205 sau 1206, Theodor I Laskaris a fost proclamat împărat al romeilor la Niceea. Deoarece Patriarhul Constantinopolului, Ioan al X-lea Kamateros, a refuzat categoric să părăsească Didymotika, care îl adăpostise, iar în curând a renunțat la funcție și a murit (la Constantinopol, tronul patriarhal era ocupat de venețianul Tommaso Morosini, nerecunoscut de ortodocși, încoronarea bisericească n-a putut avea loc până de Paști (8 aprilie), în anul 1208, când patriarhul Mihail IV Autoreianos, ales și el la Niceea, a pus pe capul lui Laskaris stema imperială.
Theodor I se distingea prin multe calități. Mic de statură, vioi și cu o capacitate de muncă uimitoare, acest om și-a câștigat respectul tuturor. Urcând pe tron, despotul a jurat să izgonească din orașele răsăritene oastea apuseană, care a năvălit fără opreliști în Imperiul romeilor, l-a distrus și l-a devastat, precum norii de lăcuste, să oprească înaintarea oștirii cruciate, care pune stăpânire întotdeauna pe ceea ce e mai aproape. Basileul se străduia să-și țină cuvântul. Geoffroy de Villehardouin, mareșal de Champagne, autorul cronicii despre cucerrea Constantinopolului, arăta că Theodor I intra în luptă cu oștirea catolică la orice ocazie potrivită. Și, chiar dacă succesele reale ale Imperiului de Niceea, în conflictul armat cu latinii, trebuie calificate ca modeste, primul lui împărat a reușit să-i apere independența și să înfăptuiască reforme serioase, creând baza pentru Reconquista grecească. 
Georgios Acropolites i-a făcut lui Laskaris o caracterizare destul de modestă: Era viteaz în luptă, înclinat spre mânie și spre desfătări amoroase și extrem de generos la daruri.
Theodor I avea moșii vaste-proprietăți ale neamului Laskaris, ale visteriei și cele pe care el le-a inclus în domeniul imperial potrivit dreptului suveranului. Acestea erau, în primul rând, teritoriile rămase fără stăpâni: proprietățile bisericilor și ale mănăstirilor din capitală (printre altele, moșiile imense ale  Catedralei Sfânta Sofia), cele ale dynatoi-lor bizantini care-și pierduseră viața sau trecuseră de partea latinilor. Anume din acest fond acorda basileul răsplățile generoase pentru partizanii săi, menționate de Acropolites, și împărțea pronoiile. Pronoia-donația analogică beneficiului din Occident- era bine cunoscută de pe vremea Comnenilor, însă anume Laskaris a transformat-o într-un instrument de formare a aproape întregii armate. Contingentul de mercenari era, în cadrul forțelor armate ale Imperiului de Niceea, incomparabil mai mic decât în vechiul Bizanț, și baza oștirilor lui Theodor I o alcătuiau proprietarii-pronoiari, care primeau spre administrare un lot de pământ, cu condiția prestării serviciului militar obligatoriu.
Theodor I a creat un sistem de apărare triplă a hotarelor. Linia exterioară o constituiau akritai, categorie pe care împăratul a readus-o la viață, eliberând-o de toate impozitele și acordându-i privilegii funciare. Așezările de akritai se sprijineau oe un redutabil lanț de cetăți și castele, cu puternice garnizoane de mercenari-a doua linie. În sfârșit, în interiorul statului apărea, în caz de pericol, linia a treia-milițiile kataphraktarilor-pronoiari (mai târziu, aceștia erau numiți kaballarioi), cu detașamentele lor. Unitățile auxiliare-artileria, infanteria, precum și inginerii-erau, în general, mercenare, dar erau formate, aproape fără excepție, din locuitori băștinași. A fost reintrodusă și împărțirea în theme.
Aparatul de stat al Imperiului a suferit, de asemenea, modificări considerabile, în comparație cu cel din vremurile Comnenilor și ale Angelilor. Personalul curții de la Niceea a fost redus și apropiat de organizarea, mai viabilă, din Occident. În fruntea administrației civile se afla marele logothet, în fruntea departamentului militar-marele stratopedarh. Și unul, și altul îl puteau înlocui pe împărat, dacă acesta era bolnav sau lipsea. Garda de mercenari, încartiruită în capitală, era comandată de marele conostaulos (cuvântul francez connetable, deformat).
Puțin câte puțin, Niceea a devenit și un remarcabil centru al culturii. Lipsit, sub dinastia Laskaris, de pretențiile universaliste, Imperiul s-a transformat într-un stat grecesc medieval, cu un înalt nivel al conștiinței naționale și al patriotismului. În virtutea acestui fapt, Imperiul însuși poate fi pe deplin socotit moștenitorul legitim al Bizanțului viguros, iar basileii lui, în ciuda proporțiilor lor mai reduse, pot fi puși în același rând cu Iustinian și cu Vasile Bulgarochtonul.
În pofida unui șir de insuccese, în anii 1205-1214, grecii au oprit înaintarea continuă spre Răsărit a cruciaților. Pământul ardea, literalmente, sub picioarele cotropitorilor catolici, războiul împotriva latinilor s-a transformat într-un război al întregului popor. La început, forțele reale ale lui Laskaris erau infime, însă curajul ținea piept cu demnitatea numărului și fierului. De pildă, în timpul asediului fortăreței Lentianon (1212), grecii mâncau pielea de pe scuturi și șei, dar nu s-au predat-lucru de neânchipuit cu vreo opt ani în urmă!Ajungând, cu eforturi uriașe, până la Nymphaion, în 1212, Henric I a încheiat un tratat de pace cu Theodor și, pe deasupra, i-a dat-o de soție pe sora sa, prințesa Maria.
Recurgând la războaie și la intrigi politice, Laskaris a făcut, destul de repede, din țara sa cel mai puternic stat grecesc din Asia Mică. Mai întâi a căzut, sub loviturile niceenilor și ale latinilor, stăpânirea lui Theodor Mangaphas. A urmat Imperiul de Trapezunt, însă lupta cu acesta a durat cam un deceniu. În anul 1205, un general de-al lui David Mare Comnen, Synadenos, atacat Paphlagonia. Întrprinzând un marș fulgerător pe pantele munților Taurus, Theodor i-a ajuns din urmă pe oaspeții nepoftiți și a obținut o victorie asupra lor. Peste doi ani, David și fratele său, Alexios-copilandrii din Pont, cum erau ei numiți la Niceea, după ce au intrat în conflict de trei ori cu Laskaris, și-au pierdut toate pământurile de la vest de râul Halys, cu orașele Amastris și Heracleea Pontică.
În afara luptelor sale contra Constantinopolului latin, imperiul din Niceea susținea lupte dure contra sultanatului selgiucid de Rum. Deplasarea centrului bizantin în Asia Mică accentua vechea opoziție între Bizanț și selgiucizi, căci el constituia un puternic obstacol în calea avansului selgiucizilor către mare. Cu medierea Veneției, sultanul Ghiyaseddin Kaykhosru I încheia o alianță secretă cu împăratul latin în anul 1209. Theodor Laskaris încheia un acord cu regele Micii Armenii, Leon al II-lea al Ciliciei (care se simțea la fel deamenințat de sultanatul din Ikonion). Segiucizii aveau o armă în plus contra imperiului grecesc în persoana împăratului Alexios al III-lea (care, după o lungă ședere în partea europeană, se întorsese la curtea sultanului). Sultanul putea să dea planurilor sale de cucerire aparența unei revendicări legitimiste în favoarea lui Alexios al III-lea. 
La începutul anului 1211, basileul a pornit, în fruntea a numai două sute de kaballarioi și 8 sute de mercenari, în întâmpinarea seldjukizilor, pe care ex-împăratul Alexios III Angelos îi condusese în spatele Imperiului, în toiul războaielor niceenilor cu Henric I și cu Marii Comneni. Într-o luptă înverșunată au căzut aproape toți oamenii lui Laskaris, măturați, literalmente, de mulțimea turcilor, însă basileul l-a răpus într-o monomachie, pe sultanul Kay Khosru I și seldjukizii au luat-o la fugă. După această înfrângere, ei n-au mai tulburat Niceea vreo 30 de ani.
Pentru Niceea, ca și mai înainte, trapezuntinii erau nu mai puțin periculoși decât turcii. Ei îl țineau pe Laskaris într-o stare de alarmă permanentă, prin incursiunile lor de la hotare. Mai mult decât atât, în goana lor după câștig pe seama vecinului, Marii Comneni, lacomi până la nesăbuință, au ajuns să se recunoască vasali ai celui mai înverșunat dușman al grecilor-Imperiul Latin, însă lucrul acesta nu le-a adus prea mult folos. În anul 1214, basileul le-a mai răpit trapezuntinilor agresivi o parte din pământurile lor apusene. Zdrobit de turcii seldjukizi la mijlocul deceniului doi al secolului XIII, Imperiul de Trapezunt a părăsit pentru totdeauna marea politică și a dus o existență ștersă până în 1461, când a fost anexat de otomani.
Thedor Lascaris, care dispunea deja după mai mulți ani de o flotă, se gândea la un atac contra Constantinopolului. Dar nu vor avea loc decât lupte neînsemnate în partea occidentală a Asiei Mici și soarta înclina spre împăratul latin. Henri câștiga bătălia de la Rhyndacos (15 octombrie 1211) și ataca Pergamul și Nymphaion (decembrie 1214). Cele două părți erau epuizate și, la sfârșitul anului 1214, un tratat de pace era semnat la Nymphaion , care fixa frontierele celor două imperii: latinii păstrau partea de nord-vest a Asiei mici până la Adramyttion în Sud, restul, țării, până la frontiera selgiucidă, rămânând Imperiului de la Niceea.
Cele două imperii își recunoșteau reciproc dreptul la existență. Nici unul nu era destul de puternic pentru a-l distruge pe celălalt. Se stabilea o stare de echilibru și o oarecare stabilizare a pozițiilor lor.
Dar dacă pentru imperiul de Niceea stabilizarea era urmată de un nou avânt, imperiul latin de Constantinopol începea să decadă puțin după moartea lui Henri (1216). La început, atenția nu era îndreptată către pacea greco latină. Theodor Laskaris se însura a treia oară cu Maria, fata din Yutlanda, o nepoată a primilor doi împărați latini.
În august 1219, Theodor I a încheiat un acord cu venețienii, redând-le acestora vechile privilegii comerciale. În textul cartei, basileul era numit împărat al grecilor-Imperiul de Niceea  își dobândise recunoașterea. 
Imperiul de Niceea apărea slavilor de sud moștenitorul Bizanțului și centru ortodoxiei grecești. Fiul lui Nemania, Sabbas, trecea peste arhiepiscopul Ochridei, de care depindea atunci Biserica sârbă, pentru a se adresa Niceei și a primi, în anul 1219, din partea patriarhului din Niceea consacrarea sa ca arhiepiscop autocefal al Serbiei. Doi ani mai devreme, fratele său, Ștefan, primul încoronat, primise coroana regală a Romei. Dobândirea autonomiei ecleziastice constituia un mare avantaj pentru tânărul reagat al Serbiei. Profitul nu era mai mic pentru imperiul de Niceea. Supremația patriarhului de la Niceea, care a consacrat pe primul arhiepiscop al Serbiei și al cărui nume era menționat pe primul loc în rugăciunile Bisericii autocefale a Serbiei, era un simptom al creditului crescând al imperiului de Niceea.
Theodor I Laskaris a murit la Niceea, la sfârșitul anuluzi 1221. Pentru a proteja statul împotriva unor eventuale răzmerițe, el, a rămas credincios sieși, u i-a lăsat tronul unicului său fiu nevârstnic, cum s-ar fi cuvenit, conform tradiției, ci unui om, de ale cărui talente împăratul nu se îndoia-ginerele său, Ioan al III-lea Ducas Vatatzes.

## Despotatul de Epir și Imperiul de Niceea au scopuri comune: recucerirea Constantinopolului
Despotatul Epirului, care cuprindea Epirul, Acarnania și Etolia, lua înfățișarea unui stat bizantin autonom față de regatul latin de Thessalonic la est, de venețieni pe Adriatica, de slavii din nord și nord est ca și imperiul de Niceea în Asia Mică; despotatul de Epir devenea în Peninsula Balcanică pentru bizantini un centru de conservare și o celulă a reculegerii politice.Perioada de formare a statului și de consolidare internă era urmată de o expansiune victorioasă. Cele două centre grecești vor împărți același obiectiv, recucerirea Constantinopolului și restaurarea Imperiului bizantin.
Fondatorul despotatului de Epir, Mihail, avea ca succesor către 1215 pe fratele său, Theodor. După căderea Constantinopolului, el rămăsese în regiunea Niceei pe lângă Theodor I Laskaris, întorcându-se la curtea epirotă din Arta la insistențele fratelui său. El jura fidelitate împărratului Niceei și recunoștea supremația acestuia. O rivalitate nu era mai puțin inevitabilă între cele două centre bizantine căci, animați de aceleași ideal, ei urmau același scop (Sosit la putere, Theodor uita foarte repede jurământul prestat; ambițiile și visele sale sunt exprimate în titulaturile pe care și le-a luat: Angelos, Ducas; Comnen. El îl întrecea pe predecesorul său și în gustul pentru risc și în setea de acțiune. Imperiul grecesc din Occident cunoștea în timpul lui o expansiune fulgerătoare.)
Prima faptă ce purta renumele lui în afara frontierelor despotatului de Epir era lovitura contra împăratului latin încoronat; Pierre de Courtnaz, soțul Yolandei, sora lui Balduin și Henri. Chemat pe tronul Constantinopolului la moartea lui Henri, Pierre, care era atunci în Franța, pleca la Roma, unde papa îi acorda coroana imperială-nu în bazilica Sfântul Petru (San Pietro), unde erau încoronați împărații romani, ci în modesta biserică Sfântul Laurențiu (San Lorenzo)-după care el ajungea cu suita sa în regiunea Dyrrachion, de unde trebuia să cucerească Constantinopolul. (Dar, în defileele din Albania, el cădea în mâna lui Theodor și murea într-o închisoare epirotă). Regența Constantinopolului trecea către soția sa, Yolanda și, la moartea acesteia (1219), coroana revenea fiului acesteia, Robert. Theodor lansa latinilor o ofensivă fastuoasă. El se întorcea contra regatuluzi latin din Thessalonic. (Conjunctura îi era foarte favorabilă, pentru că regatul al cărui fondator, Bonifaciu de Montferat, căzuse luptând contra bulgarilor, în 1207, era foarte slăbit de plecarea multor cavaleri în Occident și nu mai avea ajutorul pe care îl constituia sub Henri imperiul latin din Constantinopol.) Era victima îndrăznețului despot al Epirului care intra în orașul Thessalonic la sfârșitul anului 1224 în urma unui lung asediu. Regatul latin al Macedoniei și Thesaliei încetase să mai existe. Puterea lui Theodor se întindea de la Adriatica la Marea Egee, cuprinzând vechiul teritoriu al Despotatului de Epir, Thessalia și o mare parte a Macedoniei. Theodor lua purpura. El se numea basileus și autocrator al romanilor; cu alte cuvinte, el revendica moștenirea împăraților din Bizanț și direcția luptei pentru Constantinopol și intra în conflict declarat cu imperiul de Niceea. El primea coroana imperială și ungerea de la savantul arhiepiscop de Ochrida, Demetrius Chomatianos (Acesta, care nu iertase patriarhului Niceei de înscăunarea lui Sabbas ca arhiepiscop al Serbiei, readucea la Niceea moneda piesei).
Existau trei imperii pe teritoriul vechiului imperiu bizantin: unul latin și două grecești. Un al patrulea ocupa un loc secundar, cel bulgar.